# Sherazade – Geschichten aus 1001 Nacht
Sherazade – Geschichten aus 1001 Nacht (Originaltitel: Sherazade: The Untold Stories, Alternativtitel: 1001 Nights: The Untold Stories) ist eine Animationsserie, die seit 2017 produziert wird und sich um die Figur Scheherazade aus der Sammlung morgenländischer Erzählungen Tausendundeine Nacht dreht.

## Handlung
Sherezades Freund Karim wurde durch einen magischen Zaubertrank in ein blaues Ungeheuer verwandelt. Nun versucht sie ihm zu helfen wieder an seine normale Gestalt zu gelangen und seinen rechtmäßigen Platz als Sultan der Goldenen Stadt einzunehmen. Jedoch müssen sie sich dafür auch vielen Feinden und Herausforderungen stellen. Unterstützt wird sie aber auch von Gestalten aus 1001 Nacht, wie zum Beispiel Aladin oder Ali Baba um gegen die Hexe Dunjazad und Karims Bruder, den jetzigen Sultan der goldenen Stadt anzukommen und Karim zu befreien.

## Produktion und Veröffentlichung
Die Serie wird von der Hahn Film AG, Toonz Entertainment, Chocolate Liberation Front und 1001 Nights Productions Pty Ltd produziert. Die deutsche Erstausstrahlung fand am 6. Dezember 2017 auf KiKA statt. Zudem wurden mehrere Hörspiele zu der Serie veröffentlicht.

## Synchronisation
| Rolle             | Originalsprecher    | deutscher Sprecher   |
| ----------------- | ------------------- | -------------------- |
| Sherazade         | Gemma-Ashley Kaplan | Esra Vural           |
| Akatash           | Troy Larkin         | Michael Pan          |
| Aladdin (Gesang)  | Matthew Connell     | Jörn Linnenbröker    |
| Aladdin (Sprache) | Matthew Connell     | Sebastian Fitzner    |
| Ali Baba          | Grant Piro          | Hans Hohlbein        |
| Damma             | Luke Jurevicius     | Tino Kießling        |
| Duban             | David Ravenswood    | K. Dieter Klebsch    |
| Dunyazad          | Roslyn Oades        | Ulrike Stürzbecher   |
| Großer Dschinn    | Luke Jurevicius     | Tilo Schmitz         |
| Hafenmeister      | Troy Larkin         | Reinhard Scheunemann |
| Halil             | Luke Jurevicius     | Santiago Ziesmer     |
| Karim             | Matthew Connell     | Ricardo Richter      |
| Kasra             | Grant Piro          | Peter Sura           |
| Magischer Fisch   | Grant Piro          | Gerald Schaale       |
| Morgana           | Natalie Bond        | Christin Marquitan   |
| Orakel des Ifrit  | Troy Larkin         | Jan Spitzer          |
| Osman             | Jody Gannon         | Axel Lutter          |
| Peribanu          | Kate McLennan       | Anne-Catrin Märzke   |
| Prinz Achmed      | Damien Nicholas     | Tobias Kluckert      |
| Prinzessin Jinan  | Pia Mirand          | Mareile Moeller      |
| Räuberhauptmann   | Jody Gannon         | Marlin Wick          |
| Riese #1          | Grant Piro          | Detlef Bierstedt     |
| Riese #2          | Luke Jurevicius     | Sven Brieger         |
| Scheich der See   | Kai Smythe          | Douglas Welbat       |
| Shazaman          | Luke Jurevicius     | Christian Gaul       |
| Sindbad           | Patrick Harvey      | Ingo Albrecht        |
| Sultan Yunan      | Ian Bliss           | Uli Krohm            |
| Träger            | Grant Piro          | Freimut Götsch       |
| Zumurrud          | Gemma-Ashley Kaplan | Judith Steinhäuser   |

## Episodenliste
| Folge | deutscher Titel                         | deutsche Erstausstrahlung | englischer Titel             |
| 1     | Palast in Aufruhr                       | 06.12.2017                | Metamorphosis                |
| 2     | Der geheimnisvolle Doktor               | 07.12.2017                | The Doctor Of Doctors        |
| 3     | Auf der Suche nach der Wunderlampe      | 08.12.2017                | The Lamp Of Wonders          |
| 4     | Der schlafende Prinz                    | 09.12.2017                | The Sleeping Prince          |
| 5     | Kampf um Mitternacht                    | 10.12.2017                | Aladin And The Princess      |
| 6     | Auf der Suche nach der Navigationsnadel | 11.12.2017                | Ali Baba And The 40 Thieves  |
| 7     | Das Tauschgeschäft                      | 12.12.2017                | New Lamps For Old            |
| 8     | Der Zauberfisch                         | 13.12.2017                | Turned To Stone              |
| 9     | Sindbad                                 | 14.12.2017                | I Am Sinbad!                 |
| 10    | Sindbads Entschuldigung                 | 15.12.2017                | Here Kitty, Kitty            |
| 11    | Das Spukschiff                          | 16.12.2017                | The Haunted Suleiman         |
| 12    | Die Schlangeninsel                      | 17.12.2017                | Snake Island                 |
| 13    | Sesam, öffne dich!                      | 18.12.2017                | The 40 Thieves’ Revenge      |
| 14    | Vogel Rock                              | 19.12.2017                | Roc ‘n’ Roll                 |
| 15    | Der Fluch des Akatash                   | 20.12.2017                | The Demon Within             |
| 16    | Der große Dschinn                       | 21.12.2017                | Out Of The Bottle            |
| 17    | Der vertauschte Kompass                 | 22.12.2017                | The Ghoul Giants             |
| 18    | Gefahr im Ozean                         | 23.12.2017                | The Sheik Of The Sea         |
| 19    | Auf der Wak-Wak Insel                   | 24.12.2017                | On Wak-Wak Island            |
| 20    | Das mechanische Pferd                   | 25.12.2017                | The Mechanical Horse         |
| 21    | Das Orakel des Ifrit                    | 26.12.2017                | The Oracle Of The Ifrit      |
| 22    | Perlen in der Wüste                     | 27.12.2017                | Pearls In The Desert         |
| 23    | Tanz für das Leben                      | 28.12.2017                | In For A Song                |
| 24    | Kampf um Gerechtigkeit                  | 29.12.2017                | Justice Served               |
| 25    | Der goldene Schlüssel                   | 30.12.2017                | The Palace Of The Last Power |
| 26    | Der Baum des Lebens                     | 31.12.2017                | The Tree Of Life             |